# Trevor Sinclair
Trevor Lloyd Sinclair (ur. 2 marca 1973 w Dulwich (Londyn)) – były angielski piłkarz występujący na pozycji pomocnika.

## Kariera klubowa
Piłkarską karierę zaczynał w Blackpool. Od 1993 był piłkarzem Queens Park Rangers. W 1998 przeszedł do bardziej znanego West Ham United, gdzie występował do 2003, kiedy to spadł z tym zespołem do League Championship. Po spadku West Hamu znalazł zatrudnienie w Manchesterze City, gdzie występował do lata 2007. 10 lipca na zasadzie wolnego transferu przeszedł do Cardiff City. Po roku gry w tym zespole Sinclair zakończył swoją karierę.

## Kariera reprezentacyjna
W reprezentacji Anglii wystąpił w 12 meczach. Grał m.in. na Mistrzostwach Świata 2002. Na początku turnieju był rezerwowym. Jednak kontuzja Owena Hargreavesa doznana w trakcie drugiego meczu fazy grupowej z Argentyną, spowodowała, że Sinclair wskoczył do pierwszego składu.